# Луговский сельский совет (Васильевский район)
Луговский сельский совет (укр. Лугівська сільська рада) — входит в состав
Васильевского района
Запорожской области
Украины.
Административный центр сельского совета находится в 
с. Луговое.

## История
- 1974 — дата образования.

## Населённые пункты совета
- с. Луговое
- с. Лесное